# Reichsdeutscher Mittelstandsverband
Der Reichsdeutsche Mittelstandsverband war ein 1911 gegründeter, antikapitalistisch, antisemitisch und antisozialdemokratisch ausgerichteter Spitzenverband von deutschen Handwerkern.

## Geschichte
Im Jahr 1911 hatte sich in Dresden unter der maßgeblichen Leitung von Theodor Fritsch der Reichsdeutsche Mittelstandsverband gegründet. Unterstützung fand die Organisation beim Bunde der Landwirte und dem Centralverband deutscher Industrieller. Ein Ziel des strikt antisozialdemokratischen Verbandes war es, Handwerker und kleine Gewerbetreibende aus dem liberalen Hansabund zu lösen und in das eigene Lager zu führen.
Auf der Gründungsversammlung 1911 wurde in der Rede des Vorsitzenden die Zielsetzung deutlich. Danach hätte der Mittelstand zwei internationale Feinde – die „goldene Internationale“ des (jüdischen) Kapitals und die „rote Internationale“ der Arbeiterbewegung. Dabei verknüpfte er dies mit einer Mittelstandsideologie und stilisierte das Handwerk zur Basis von Staat und Gesellschaft. „Nur als lebendiger Organismus, in welcher alle Gliedern ihre Funktion zu harmonischen Zusammenwirken zugewiesen sind, kann der Staat gedeihen. Und der gewerbliche Mittelstand bildet nicht nur ein wichtiges Glied, sondern geradezu den Rumpf einer wohlgeordneten Staatsgesellschaft.“
Der Verband war durchaus erfolgreich. Bis 1913 gelang es ihm, 500.000 Mitglieder zu gewinnen. Angeblich gehörten ihm 1914 sogar 640.000 Personen an. Allerdings handelte es sich dabei zu einem Gutteil um korporative Mitglieder. Damit war er mehr als doppelt so stark wie der Hansabund. Zwischen 1912 und 1931 war Johann Christian Eberle Vorsitzender der Organisation. Der Verband hatte seinen Sitz in Leipzig.
Der Verband hielt drei große Reichsdeutsche Mittelstandstage ab. Kurz nach der Reichstagswahl von 1912 schlug er von den Erfolgen der SPD aufgeschreckt ein neues antisozialdemokratisches Bündnis vor. Dieses wurde auf dem dritten Verbandstag 1913 als Kartell der schaffenden Stände gegründet. Während des Ersten Weltkrieges hat der Verband annexionistische Kriegsziele vertreten und in der zweiten Kriegshälfte die Deutsche Vaterlandspartei unterstützt. Nach dem Ersten Weltkrieg war der Verband nur noch von geringer Bedeutung.